# Francisco Chamorro
Pour les articles homonymes, voir Chamorro (homonymie).
Francisco Chamorro  (né le 7 août 1981 à La Plata) est un coureur cycliste argentin.

## Palmarès et résultats

### Palmarès par année
- 2007
  - 1re et 10e étapes du Tour d'Uruguay
  - 2e de la Copa América de Ciclismo
- 2008
  - 7e étape de la Tour de l'État de Sao Paulo
  - 2e de la Copa América de Ciclismo
- 2009
  - 3e et 4e étapes du Torneio de Verão
  - Copa América de Ciclismo
  - 3e étape de la Rutas de América
  - Doble San Francisco-Miramar :
    - Classement général
    - 1re et 2e étapes
- 2010
  - Prova Ciclística 9 de Julho
  - 5e étape du Tour du Brésil-Tour de l'État de Sao Paulo
  - 1re étape de la Doble San Francisco-Miramar
  - 2e de la Doble San Francisco-Miramar
- 2011
  - 2e du Circuito Boa Vista
- 2012
  - Torneio de Verão :
    - Classement général
    - 3e étape

  - Copa América de Ciclismo
  - 3e et 4ea étape de la Rutas de América
  - Copa Cidade Canção
  - 1re et 8e étapes du Tour du Brésil-Tour de l'État de Sao Paulo
  - Prova Ciclística 9 de Julho
  - 3e étape de la Doble San Francisco-Miramar
- 2013
  - Copa América de Ciclismo
  - 3e du Grand Prix Campagnolo
- 2014
  - 3e étape de la Doble San Francisco-Miramar
- 2015
  - 2e, 3e, 6e et 8e étapes du Tour d'Uruguay
  - Grand Prix Campagnolo
  - 2e de la Copa América de Ciclismo
- 2017
  - 3eb étape du Tour d'Uruguay (contre-la-montre par équipes)
- 2018
  - 1re étape du Torneio de Verão
  - Prova Ciclística 9 de Julho
- 2022
  - 3e de la Prova Ciclística 9 de Julho
- 2023
  - Prova Ciclística 9 de Julho

### Classements mondiaux
| Année            | 2006 | 2007 | 2008 | 2009 | 2010   | 2011 | 2012 | 2013 | 2014 | 2015 | 2016   | 2017 |
| ---------------- | ---- | ---- | ---- | ---- | ------ | ---- | ---- | ---- | ---- | ---- | ------ | ---- |
| UCI America Tour | 347e | 61e  | 158e | 53e  | 365e   | 182e | 40e  | 28e  |      | 42e  |        | 21e  |
| UCI Europe Tour  |      |      |      |      | 1 034e |      |      |      |      |      | 1 556e |      |